# Pitche
Pitche, o anche Piche, è un settore della Guinea-Bissau facente parte della regione di Gabú.